# جرمین گامبز
جرمین گامبز (انگلیسی: Jermaine Gumbs؛ زادهٔ ۵ مهٔ ۱۹۸۶) بازیکن فوتبال اهل بریتانیا است.
از باشگاه‌هایی که در آن بازی کرده‌است می‌توان به باشگاه فوتبال هیلینگدون بورو، باشگاه فوتبال مارلو، باشگاه فوتبال اوکسبریج، باشگاه فوتبال بیکنزفیلد، باشگاه فوتبال سلو تاون، باشگاه فوتبال امرشام، باشگاه فوتبال بینفیلد، باشگاه فوتبال هارفیلد یونایتد، باشگاه فوتبال هیز، باشگاه فوتبال بورنهام، و باشگاه فوتبال وینزار اشاره کرد.
وی همچنین در تیم ملی فوتبال آنگویلا بازی کرده‌است.